# Jan Holík
Jan Holík (* 31. května 1979 Plzeň) je český filmový a divadelní herec.

## Život
Narodil se 31. května roku 1979 v Plzni. V roce 1999 odmaturoval na zdejší soukromé Sportovní a podnikatelské střední škole. Po maturitě vystudoval činoherní herectví na pražském DAMU.
Po studiích začal pravidelně hrát v divadlech. Mezi ně patří divadlo na Vinohradech, divadlo J. K. Tyla a Činoherní studio v Ústí nad Labem.
Svůj debut před kamerou si odbil v roce 2007 v komedii Václav. Objevil se také ve filmech jako jsou Hlídač č. 47 (2008), Alois Nebel (2011), Vejška (2014), Tři bratři (2014), Milada (2017), Tátova volha (2018), Metanol (2018), Teroristka (2019), Prvok, Šampón, Tečka a Karel (2021) a Kryštof (2021).
Kromě filmu se často objevuje v českých seriálech. Například v seriálech Ulice (2005), Kriminálka Anděl (2008), Policie Modrava (2015), Specialisté (2018), Případ Roubal (2021) a Jitřní záře (2022).
Od roku 2008 je ženatý s Denisou Deakovou. Mají spolu dvě děti.
V červenci roku 2024 utrpěl během dovolené na Slovensku krvácení do osrdečníku a musel podstoupit operaci.

## Filmografie
- Václav (2007)
- Hlídač č. 47 (2008)
- Alois Nebel (2011)
- Vejška (2014)
- Tři bratři (2014)
- Milada (2017)
- Tátova volha (2018)
- Metanol (2018)
- Teroristka (2019)
- Prvok, Šampón, Tečka a Karel (2021)
- Kryštof (2021)
- Film pro pamětníky (2022)